# Saint Louis Art Museum

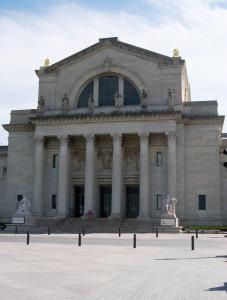
Saint Louis Art Museum

Saint Louis Art Museum är ett konstmuseum i Saint Louis i Missouri i USA.  Museet grundades 1879.
Saint Louis Art Museum ligger i Forest Park. Museets huvudbyggnad, i tre våningar, uppfördes som "Palace of the Fine Arts" till Världsutställningen i Saint Louis 1904. Arkitekten Cass Gilbert utförde ritningarna inspirerad av Caracallas termer i Rom. 
År 2005 utsågs David Chipperfield som arkitekt för en omfattande utbyggnad med 20.800 kvadratmeter av museet. Byggnadsarbetet påbörjades 2009 och den nya östra flygeln öppnades i juni 2013.
Museets konstsamling omfattar fler än 30.000 konstverk. En av museets tyngdpunkter är tyskt måleri från 1900-talet, med en av världens största samlingar konst av Max Beckmann. Verk av Anders Zorn och Bruno Matsson finns representerade, butik finns också. 
Museet har haft fritt inträde sedan 1909 på basis av en särskild kommunal skatt som tillkom genom en kommunal folkomröstning 1907.

## Bildgalleri

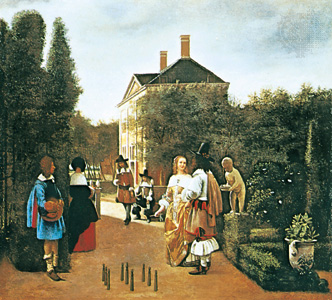
Skittlesspelare (bowlingspelare) i parken av Pieter de Hooch, 1660-68
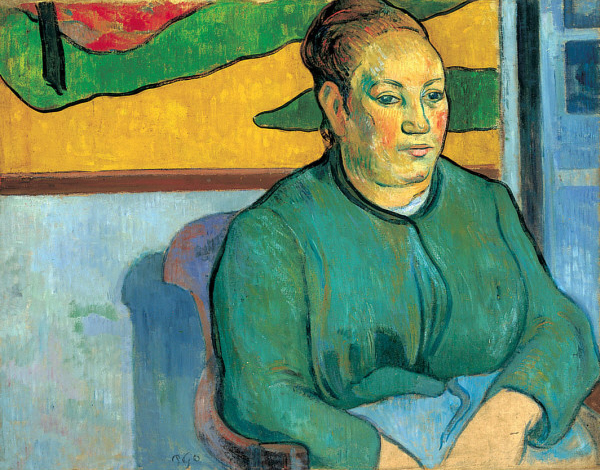
Madame Roulin av Paul Gauguin, 1888
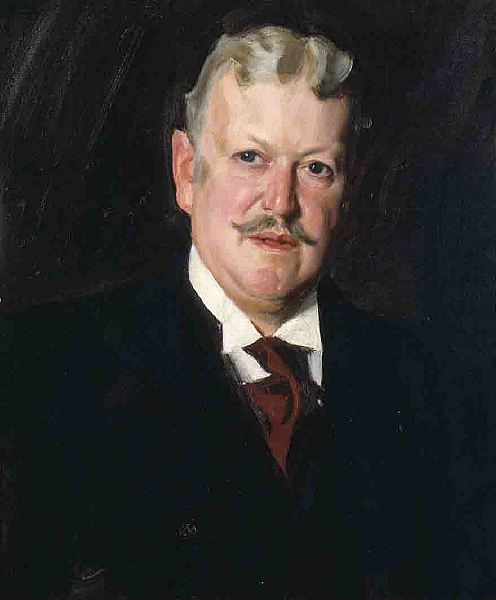
Porträtt av Daniel Catlin av Anders Zorn, 1901
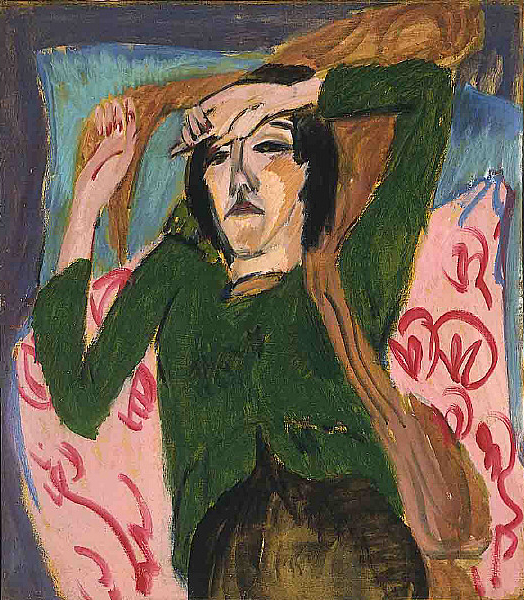
Kvinna i grön blus av Ernst Ludwig Kirchner, 1913
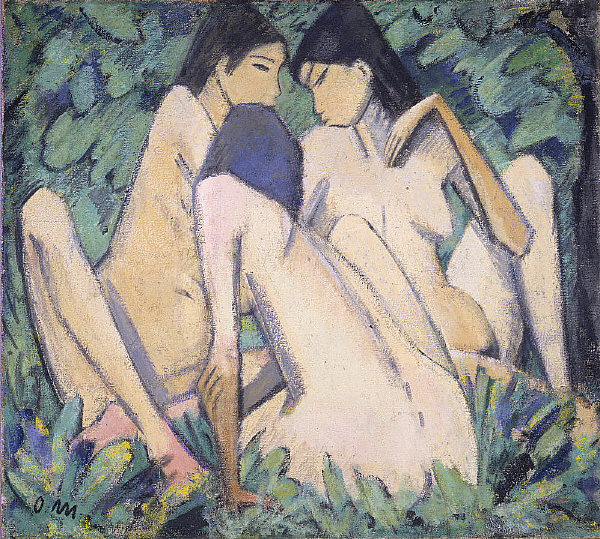
Tre flickor i skogen av Otto Mueller, 1913-20